# Абдуллинский сельсовет
Абдуллинский сельсовет — муниципальное образование в Мечетлинском районе Башкортостана.
Административный центр — деревня Абдуллино.

## История
Согласно Закону о границах, статусе и административных центрах муниципальных образований в Республике Башкортостан имеет статус сельского поселения.

## Население
| 2002 | 2009 | 2010 | 2012 | 2013 | 2014 | 2015 |
| ---- | ---- | ---- | ---- | ---- | ---- | ---- |
| 564  | ↗784 | ↘691 | ↗718 | ↗735 | ↘713 | ↘710 |
| 2016 | 2017 | 2018 |      |      |      |      |
| ↘705 | ↘677 | ↘674 |      |      |      |      |

## Состав сельского поселения
| № | Населённый пункт | Тип населённого пункта          | Население |
| - | ---------------- | ------------------------------- | --------- |
| 1 | Абдуллино        | деревня, административный центр | ↘510      |
| 2 | Ключевой         | деревня                         | ↘180      |
| 3 | Жвакино          | деревня                         | ↘1        |